# Таня Никлева-Владева
Таня Никлева е българска диригентка.
Таня Никлева е родена в Поморие. Завършва Средно музикално училище – Бургас със специалност „Флейта“ (1991) и Държавната музикална академия в София - магистър по хорово дирижиране от класа на професор Лилия Гюлева (1996).
От 1984г. е практикуващ изпълнител на пиано и флейта като солист, в камерни състави и оркестри.
След спечелен конкурс през 1996 г. започва работа в музикалната академия като асистент по дирижиране в класовете на професорите Лилия Гюлева, Виржиния Атанасова и Мирослав Попсавов, както и като ръководител на студентския курсов хор към Теоретико-композиторския и диригентски факултет в различни периоди (до 2007 г.).
От 1992 г. работи  с женски хор „Христина Морфова“ при Народно читалище „Д-р Петър Берон-1926“ - София като пианист и хормайстор. Диригент е на състава от 1996 г.
През 1998 г. създава и ръководи и смесен хор "Ave Musica" в чест на 45 години творческа дейност на професор Лилия Гюлева.
Таня Никлева концертира активно в България, Франция, Австрия, Чехия, Словакия, Унгария, Белгия, Гърция, Македония, Румъния, Турция и Сърбия.
Носител е на първа награда от първия Международен конкурс за млади хорови диригенти в Будапеща, Унгария и Специалната награда на женския хор на музикалната академия „Ференц Лист“ (2001), наградата за най-добър диригент от X Празници на женските и девически хорове „Проф. Лилия Гюлева“ – Търговище (2017), както и на редица награди и отличия от международни конкурси и фестивали с ръководените от нея състави.
От 2011 г. се занимава активно и с организация на международни хорови събития в София – ателиета, семинари, концерти, с гостуващи хорови състави от Филипините, Белгия, Франция, Швейцария, Обединеното кралство, Германия, САЩ.
От 2013 г. преподава солфеж, теория, пиано, пеене и вокални ансамбли за деца и възрастни в Музикален център „Аrt Libitum“ – София.
Също от 2013 г. е член на фестивалния секретариат на Международния фестивал за православна музика „Св. Богородица – Достойно есть“ – Поморие, а от 2022 г. е негов музикален директор. Участва с един или двата си състава ежегодно във фестивала. Представянето им е оценено с редица дипломи и специални грамоти за високопрофесионално хорово изпълнение и диригентско майсторство.